# Костёл Святого Иакова (Сандомир)
Костёл святого Иакова в Сандомире — одна из самых старых кирпичных церквей в Польше. Место мученической смерти Садокa и 48 Сподвижников Доминиканцев. Один из наиболее старых монастырей доминиканцев в Европе.

## История
Согласно сочинения «Liber beneficiorum» Яна Длугоша, краковский епископ Иво Одровонж в 1226 году разрешил доминиканцам основать в церкви святого Иакова в Сандомире свой монастырь. Французский доминиканец Бернард Гуи в своих заметках указывает, что монахи вселились в монастырь на год позже, в 1227 году.
Храм является примером соединения романского и готического искусства и представляет собой уникальную переходную форму этих архитектурных стилей. Самым поздним элементом являются витражи начала XX столетия. В храме находится санктуарий Божией Матери Розария, в котором располагается икона XVII века. От церкви начинается Малопольский Путь Святого Иакова.

## Источник
- Kazimierz Jasiński: Rodowód Piastów małopolskich i kujawskich. Poznań-Wrocław: 2001, ss. 17-19. ISBN 83-913563-5-3.
- Zofia Gołubiewowa. Kościół dominikański p. w. św. Jakuba w Sandomierzu w XIII stuleciu i jego dekoracja architektoniczna. [Warszawa «Studia nad historią dominikanów w Polsce 1222—1972»], ss. 10-196 (1975).
- Jerzy Zub: Sandomierz. Kościół p.w. św. Jakuba i Klasztor Dominikański. Tarnobrzeg: 1995.

## Галерея
|                    |  |                                  |  |                     |  |                  |  |                |
| Богородица Розария |  | Малопольский Путь Святого Иакова |  | Внутренность церкви |  | Романский портал |  | Часовня Садокa |